# Vetje (personage)
Vetje (Engels: Mr. Smee) is een personage uit de verhalen over Peter Pan, geschreven door J.M. Barrie. Hij is de rechterhand en trouwe metgezel van kapitein Haak. Hij werd voor het eerst opgevoerd in het toneelstuk Peter Pan Or the Boy Who Would Not Grow Up uit 1904.
Vetje kan worden beschouwd als een 'goede slechterik'. Hoewel hij piraat is geworden, kan hij geen vlieg kwaad doen. Hij is de volmatroos op het schip van kapitein Haak. In sommige Disney-verhalen wordt hij echter opgevoerd als kok.
Mede door het succes van de Disney-tekenfilm Peter Pan waarin Vetje te zien was, is hij een van de personages die handtekeningen uitdeelt in de themaparken van Walt Disney. Vetje was eveneens te zien in de tekenfilm zijn liveaction-bewerking Peter Pan & Wendy.